# Hekimhan
Hekimhan là một huyện thuộc tỉnh Malatya, Thổ Nhĩ Kỳ. Huyện có diện tích 1898 km² và dân số thời điểm năm 2007 là 23739 người, mật độ 13 người/km².